# Habitatges al carrer Casal (Vilafranca del Penedès)
El carrer Casal de Vilafranca del Penedès es troba a l'eixample vuitcentista que té com a eix al carrer d'Amàlia Soler. Inicialment va ser ocupat per un tipus d'arquitectura popular de cases de comparet, incloses en l'Inventari del Patrimoni Arquitectònic de Catalunya.
És un conjunt de cases entre mitgeres i d'una crugia cadascuna. Consten de planta baixa, entresòl i un pis. La coberta és de teula àrab a dues vessants. Presenta adaptació funcional a l'activitat agrícola.
La seva particularització no té cap altre valor que el d'exemple. Aquesta tipologia és també usual en altres carrers de Vilafranca. Aquestes cases generalment es construïen en grups, adoptant variants dimensionals, principalment en la portalada.